# جايسون مودي
جايسون مودي (بالإنجليزية: Jason Moodie)‏ هو لاعب دوري الرغبي أسترالي، ولد في 29 مايو 1974 في نارابري في أستراليا.